# Bitwa pod Hořicami
Bitwa pod Hořicami – starcie zbrojne między taborytami a utrakwistami, które miało miejsce 27 kwietnia 1423 roku podczas wojen husyckich.
Bitwa stoczona została w pobliżu miejscowości Hořice między dwoma frakcjami husyckimi – taborytami (3 tys. żołnierzy i 120 wozów) dowodzonymi przez Jana Žižkę i utrakwistami (3 tys. szlacheckiej jazdy, pewna liczba wozów i artyleria) dowodzonymi przez Čenka z Wartenbergu.
Taboryci zajęli pozycje na wzgórzu, gdzie utworzyli fortyfikację z wozów. W tych warunkach kawaleria Utrakwistów nie mogła szarżować pod górę i chcąc zaatakować pozycje nieprzyjaciela musiała nacierać piechotą. Posiadane przez utrakwistów działa nie były zbyt skuteczne przy strzelaniu pod górę. Schronieni za wozami taboryci odparli wiele ataków spieszonej kawalerii utrakwistów. W końcu Žižka zdecydował, że nadszedł czas na kontratak. Do szarży ruszyła kawaleria husycka i atakując z góry zmiotła utrakwistów z pola bitwy. Zwycięstwo taborytów zakończyło okres walk między husyckimi frakcjami.